# Support de fonction
Le support d'une fonction ou d'une application est la partie de son ensemble de définition sur laquelle se concentre l'information utile de cette fonction. Pour une fonction numérique, c'est la partie du domaine où elle n'est pas nulle et pour un homéomorphisme ou une permutation, la partie du domaine où elle n'est pas invariante.

## Support d'une fonction

### Définition
Soit {\displaystyle f} une fonction à valeurs complexes, définie sur un espace topologique {\displaystyle X}.
Définition : On appelle support de {\displaystyle f}, noté {\displaystyle \operatorname {supp} (f)}, l'adhérence de l'ensemble des points en lesquels la fonction ne s'annule pas.
{\displaystyle \operatorname {supp} (f):={\overline {\{x\in X\mid f(x)\neq 0\}}}}.
C'est donc une partie fermée de X.

### Fonction à support compact
Les fonctions continues à support compact ont des propriétés souvent utiles.
- Les fonctions C∞ à support compact sont utilisées pour construire des suites régularisantes. Celles-ci permettent, via un produit de convolution, d'approcher une fonction donnée par une suite de fonctions régulières.
- Soit {\displaystyle \Omega } un ouvert de {\displaystyle \mathbb {R} ^{n}}. Les fonctions {\displaystyle C^{\infty }} à support compact sont denses dans l'espace {\displaystyle \mathrm {L} ^{p}(\Omega )} pour {\displaystyle 1\leqslant p<\infty }. On peut donc penser à démontrer des propriétés des espaces {\displaystyle \mathrm {L} ^{p}} en utilisant un argument de densité : on démontre d'abord la propriété sur les fonctions {\displaystyle C^{\infty }} à support compact et ensuite on passe à la limite.
- L'espace des fonctions {\displaystyle C^{\infty }} à support compact sur un ouvert {\displaystyle \Omega } de {\displaystyle \mathbb {R} ^{n}}, est noté {\displaystyle C_{c}^{\infty }(\Omega )}. Mais certains auteurs utilisent d'autres notations comme {\displaystyle {\mathcal {D}}(\Omega )} ou {\displaystyle C_{0}^{\infty }(\Omega )}. En fait, les distributions sont définies comme étant les éléments du dual topologique de {\displaystyle C_{c}^{\infty }(\Omega )}, muni d'une topologie adéquate.
- Sur un espace métrique, les fonctions continues numériques à support compact sont uniformément continues. C'est le théorème de Heine.

## Support essentiel d'une fonction mesurable
On veut définir le support essentiel d'une fonction mesurable {\displaystyle f} de telle façon qu'il ne dépende que de la classe d'équivalence des fonctions égales à {\displaystyle f} presque partout, c'est-à-dire sauf sur un ensemble de mesure nulle.

### Définition
Soit {\displaystyle \Omega } un ouvert de {\displaystyle \mathbb {R} ^{N}} et {\displaystyle f:\Omega \to \mathbb {C} } une fonction mesurable.
Proposition : On considère l'ouvert {\displaystyle \omega } de {\displaystyle \Omega } constitué des points au voisinage desquels {\displaystyle f=0} p.p.. Alors, {\displaystyle f=0~p.p.} sur {\displaystyle \omega }.
Définition : Le support essentiel de {\displaystyle f} est :
{\displaystyle \operatorname {supp} _{\mathrm {ess} }(f):={\Omega \setminus \omega }}.
Remarque : si {\displaystyle g=f~p.p.} sur {\displaystyle \Omega }, grâce à la proposition ci-dessus, on constate que {\displaystyle \operatorname {supp} _{\mathrm {ess} }(g)=\operatorname {supp} _{\mathrm {ess} }(f)}
et donc le support essentiel d'une fonction mesurable est indépendant du représentant choisi.

### Exemples
- Dans le cas d'une fonction continue, on vérifie aisément que le support essentiel coïncide avec le support (voir supra).
- Ce n'est plus nécessairement le cas si {\displaystyle f} n'est pas continue.
Par exemple, considérons la fonction de Dirichlet {\displaystyle 1_{\mathbb {Q} }}, c.-à-d. la  fonction caractéristique de l'ensemble des rationnels. Son support est {\displaystyle \mathbb {R} } mais son support essentiel est vide. En effet, comme la mesure de {\displaystyle \mathbb {Q} } dans {\displaystyle \mathbb {R} } est nulle, {\displaystyle 1_{\mathbb {Q} }=0~p.p.}.

### Support d'unproduit de convolution
Les exemples les plus courants d'ensembles de fonctions mesurables sont les espaces Lp. Plus exactement, tous les éléments d'un espace Lp sont des classes d'égalité presque partout de fonctions mesurables. 
Proposition : Soient {\displaystyle f\in \mathrm {L} ^{p}(\mathbb {R} ^{n})} et {\displaystyle g\in \mathrm {L} ^{q}(\mathbb {R} ^{n})} avec {\displaystyle 1\leq {\frac {1}{p}}+{\frac {1}{q}}\leq 2}. Alors
{\displaystyle \operatorname {supp} (f*g)\subset {\overline {\operatorname {supp} (f)+\operatorname {supp} (g)}}}
Remarques :
- Le produit de convolution de deux fonctions à support compact est à support compact.
- En général, si l'un des supports seulement est compact, alors {\displaystyle f*g} n'est pas à support compact.

## Support d'une mesure
Le support d'une mesure borélienne (positive) sur un espace topologique est, par définition, l'intersection de tous les fermés de mesure pleine (c'est-à-dire dont le complémentaire est de mesure nulle). Certains auteurs complètent cette définition par une condition supplémentaire destinée à éviter quelques exemples pathologiques.
Sous des conditions assez couramment remplies (espace topologique à base dénombrable ou régularité de la mesure notamment), c'est le complémentaire du plus grand ouvert de mesure nulle.

## Support d'une distribution

### Définition
Soit {\displaystyle \Omega } un ouvert  de {\displaystyle \mathbb {R} ^{n}} et {\displaystyle T\in {\mathcal {D}}'(\Omega )} une   distribution.
On dit que {\displaystyle T} est nulle sur un ouvert {\displaystyle U\subset \Omega } lorsque, pour toute fonction test {\displaystyle \phi \in {\mathcal {D}}(\Omega )} dont le support (comme précédemment défini) est inclus dans {\displaystyle U}, on a {\displaystyle \langle T,\phi \rangle =0}.
Définition : On appelle support d'une distribution {\displaystyle T} sur {\displaystyle \Omega } le complémentaire du plus grand ouvert sur lequel {\displaystyle T} est nulle. On le note {\displaystyle \operatorname {supp} (T)}.
Remarque : Le support est bien défini, car si une distribution est nulle sur chacun des ouverts d'une famille, elle est nulle sur leur réunion ; son support est donc le complémentaire de la réunion de tous les ouverts sur lesquels elle est nulle.

### Exemples
- Si {\displaystyle T} est une fonction continue, alors le support ici défini est identique aux supports introduits précédemment pour les fonctions continues.
- Si {\displaystyle T} est une  mesure ou une mesure de probabilité, le support ici défini est identique à celui précédemment défini pour les mesures.
- Si {\displaystyle \alpha \in \mathbb {N} ^{p}} est un multi-indice, la distribution {\displaystyle D^{\alpha }\delta _{a}} obtenue par différentiation de la mesure de Dirac au point {\displaystyle a}, a un support réduit au point {\displaystyle a}.

### Support singulier d'une distribution
Intuitivement, le support singulier d'une distribution peut être compris comme l'ensemble des points où la distribution ne peut pas être une identifiée à une fonction. Il s'agit là d'une notion différente de celle introduite jusqu'à présent.
Définition : On appelle support singulier d'une distribution {\displaystyle T}, et on note : {\displaystyle \operatorname {supp~sing} (T)} le complémentaire du plus grand ouvert sur lequel {\displaystyle T} est une fonction {\displaystyle C^{\infty }}.
Exemple : {\displaystyle \operatorname {supp~sing} (vp{\frac {1}{x}})=\left\{0\right\}} 
où la distribution {\displaystyle vp~{\frac {1}{x}}}
est définie par {\displaystyle vp~{\frac {1}{x}}(\phi )=\lim _{\epsilon \to 0^{+}}\int _{\left|x\right|>\epsilon }{\frac {\phi (x)}{x}}\,\mathrm {d} x} pour toute fonction {\displaystyle \phi \in {\mathcal {D}}(\Omega )}. Ici {\displaystyle vp} désigne la valeur principale de Cauchy.
Pour les distributions de plusieurs variables, le support singulier permet de définir  des fronts d'ondes et de comprendre le principe de Huygens en termes d'analyse mathématique.
La notion de support singulier permet d'expliquer l'impossibilité de multiplier des distributions : en gros, pour que la multiplication de deux distributions soit possible, il faut que leurs supports singuliers soient disjoints.

## Support d'un champ de vecteurs
En géométrie différentielle, pour un champ de vecteurs X (sur un ouvert de {\displaystyle \mathbb {R} ^{n}} ou sur une variété) est l'adhérence des points x en lesquels X(x) est nul. Le champ X engendre un flot à un paramètre de difféomorphismes gt défini au moins localement. Le flot est globalement défini si le champ X est à support compact. Pour t non nul suffisamment petit, le support de gt est exactement le support de X.

## Support d'un homéomorphisme
En topologie, un homéomorphisme f de X sur X est une bijection continue et d'inverse continu. Son support est l'adhérence de l'ensemble des points en lesquels f(x) diffère de x. En particulier, en géométrie différentielle et en systèmes dynamiques, on peut s'intéresser aux difféomorphismes à support compact. Le mot difféomorphisme prend sens ici, et est un cas particulier d'homéomorphisme.

## Support d'une permutation
En  analyse combinatoire, le support d'une permutation est le complémentaire de l'ensemble de ses points fixes. Par exemple, toute permutation sur un ensemble fini se décompose de manière unique comme produit de cycles à supports disjoints.
Remarque : En munissant l'ensemble sur lequel opère la permutation de la topologie discrète, on peut considérer la permutation comme un homéomorphisme et alors les deux définitions du support coïncident.

## Support d'une suite
Il arrive (particulièrement dans l'étude des familles sommables) que l'on s'intéresse à des familles (de nombres, de vecteurs, etc.) indexés par des ensembles non dénombrables ; les concepts utiles (somme d'une série, etc.) n'ayant de sens que pour des ensembles finis ou dénombrables, on définit le support de la famille comme l'ensemble des indices où elle est non nulle.

## Référence
1. ↑  Walter Rudin, Analyse réelle et complexe [détail des éditions], définition 2.9.